# Трънчовица
Трънчовица е село в Северна България, община Левски, област Плевен.

## География
Село Трънчовица се намира в централната част на Дунавската равнина, на големия завой на река Осъм. От три страни землището на селото е заобиколено от реката. То се намира на десния бряг по нейното течение, на 21 km от общинския център Левски, на 49 km от областния център Плевен, на 66 km от Ловеч и на 208 km от столицата София. По-голямата част от Трънчовица е разположена на склоновете на хълмове, гледащи към река Осъм. През селището преминава третокласният републикански път, свързващ град Левски с град Никопол.
Надморската височина в центъра на Трънчовица е около 56 m и нараства към възвишенията на юг и изток, а на север намалява до около 40 m покрай река Осъм.
Основният поминък на населението е земеделие и животновъдство, поддържано и развивано към 2019 г. от две земеделски кооперации и един местен арендатор. На територията на Трънчовица работи мандра, която произвежда бяло саламурено сирене и кашкавал, отговарящи на Българския държавен стандарт (БДС).
Населението на село Трънчовица има максимум на числеността към 1946 г. – 2669 души, след което постепенно намалява до 484 към 2018 г.

## История
Първите сведения за Трънчовица са от XIV век. По това време тук са живели привърженици на християнското течение на павликяните. Селото през 15 век се е наричало Павликянска Трънчовица. То се споменава в османски регистри от 1479/80 г., като по това време е павликянско село с 47 домакинства.
В началото на XVII век жителите му приемат католицизма. В средата на XVII век, след Чипровското въстание, голяма част от жителите се преселват в областта Банат в тогавашната Австро-Унгарска империя (сега част от Румъния).
Авторът на първата българска печатна книга „Абагар“ епископ Филип Станиславов живее дълго време в селото. Тук съгражда граматическо училище, от типа на училищата в тогавашна Западна Европа, в което се изучават латиница, латински език, богословски дисциплини и т.н., но също така и кирилица. Това е второто граматическо училище в България, след граматическото училище в Чипровци. Някои историци твърдят, че „Абагар“ е била написана в Трънчовица.
В доклад за Никополската епархия на епископ Филип Станиславов от 04.02.1659 г., освен училището, той споменава и църквата в с. Трънчовица, която също била построена от него.
През 1874 г. в центъра на селото е построен католическият храм „Свети Архангел Михаил“ с дарения на местни жители и хора от Полша и други католически страни.
Втори католически храм – „Светият кръст“, е построен през 1933 г. в „Долната махала“. Той е изграден по същия проект, по който е изградена немската църква в село Бърдарски геран.

## Религии
Населението на село Трънчовица изповядва католицизъм.

## Обществени институции
Село Трънчовица към 2019 г. е център на кметство Трънчовица.
В село Трънчовица има:
- действащо към 2019 г. читалище „Григор Вачков-1911“;[7]
- постоянно действаща към 2019 г. католическа църква „Свети Архангел Михаил“;[8]
- недействаща към 2019 г. католическа църква „Светият кръст“;[9]
- пощенска станция.[10]

## Културни и природни забележителности
В близост до селото се намира Капитанската могила. Според легендата от нея по време на Руско-турската освободителна война един руски капитан е водил наблюдение най-вероятно на турски предни позиции в системата на отбраната на Плевен.

## Личности
- Григор Вачков, актьор (1932 – 1980);
- Димитър Станчев – о.р. полковник от Българската армия (1956 – 1966) и Гранични войски (1966 – 1982 г.);
- Брунко Илиев, волейболист и треньор, баща на Ивайло Гаврилов (1945 – 2016);
- Симеон Брунков, директор на училища ФАРОС, ръководител на клас от първия випуск от 1987 г. на езиковата гимназия в Правец;
- Андриана Бънова, лекоатлетка;
- Мартин Пенев, волейболист;
- Ивайло Чочев, футболист;
- Златко Зехиров – р. 1931 г. Политически офицер в Българската народна армия; инспектор на ЦК на БКП.
- Веско Зехиров - актьор с богата театрална и филмова кариера

## Спорт
Футболен клуб „Ботев Трънчовица“ шампион на ОФГ А (2000 г.)
Много добър баскетболен отбор, многократен шампион на България при юноши.

## Други
Всяка година на датите от 22 до 25 май се правят представления в памет на Григор Вачков. В тях участват самодейците на Читалище „Григор Вачков“. Самодейците са на възраст от 5 г. до 65 г.